# ジャック・メディア・キャピタル
株式会社ジャック・メディア・キャピタル（Jacke-media-capital）は、かつて雑誌「KERA」と連動した通販事業や直営ショップ「KERA SHOP」を展開していた日本の企業。
以前は若者向けファッション誌やライフスタイル誌、料理レシピ誌などの各種雑誌・ムック、ビジネス書、自己啓発書、雑学・教養書、実用書などを発行していたが、モール・オブ・ティーヴィー（後のジェイ・インターナショナル）に出版事業を譲渡している。

## 沿革
- 1979年7月 オーエス出版株式会社創業
- 2001年5月 インデックスの出版部門として、株式会社ヌーベルグー設立。英知出版の系列出版社バウハウスから一部出版事業の譲渡を受ける
- 2002年10月 ヌーベルグー、株式会社インデックス・マガジンズに社名変更
- 2003年7月 オーエス出版、インデックス・マガジンズの子会社になる
- 2004年5月 オーエス出版、株式会社インデックス・コミュニケーションズに社名変更[1]
- 2005年9月 インデックス・マガジンズとインデックス・コミュニケーションズが合併、株式会社インデックス・コミュニケーションズになる
- 2009年8月 株式譲渡によりグループを離脱し、後に株式会社ジャック・メディアに社名変更。
- 2014年7月 モール・オブ・ティーヴィー（後のジェイ・インターナショナル）に出版事業を譲渡[2]。
- 2015年 - 商号を株式会社ジャック・メディア・キャピタルへ変更。
- 2018年12月 - 株式会社ジャックに吸収合併され解散。

## 発行していた主な発行誌・ムック
2014年7月以降、ジェイ・インターナショナルから発行・発売
- Soup.
- KERA
- KERAマニアックス
- B-st.
- WaSaBi
- F*mode
- ゴシック&ロリータバイブル
- アニメーションRE